# Iordache Cantacuzino (Canta)
Iordache Cantacuzino (Canta) (n. 1740 – d. 1826):pp 371-372 a fost un boier moldovean, mare logofăt în divanul Moldovei. A fost caimacam al Moldovei în perioada 19 septembrie–28 octombrie 1802, între sfârșitul domniei lui Alexandru Șuțu și domnia a lui Alexandru Moruzi.:p. 98

## Biografie
A fost fiul marelui logofăt Constantin Cantacuzino și al soției sale Maria, născută Vlasto.
Prima mențiune documentară este într-o jalbă din 22 mai 1767 adresată domnitorului Grigore Calimachi, în care nu este menționat ca ocupând vreo dregătorie.:p. 174 Între 1774 și 1808 documentele vremii îl menționează ca ocupând o serie de dregătorii importante: mare comis în 1774,:p. 214 stolnic între 1776-1780,:p. 598 mare ban în 1780,:p. 616 mare vistier în 1792, mare logofăt între 1797-1808.:p. 200
Reședința familiei a fost la Conacul de la Ceplenița. Moșiile Ceplenița și Buhalnița au fost cumpărate de tatăl său, pe atunci paharnicul Constantin Cantacuzino, la 1758. Iordache Cantacuzino a moștenit conacul în 1793 și l-a stăpânit până în 1816, când l-a donat fiului său Mihalache Cantacuzino.
Iordache Cantacuzino este cel căruia i-a aparținut actuala Casă a Universitarilor din Iași.
A fost „ctitor și epitrop al bisericii” din mahalaua Tălpălarilor din Iași.:pp 651-652

## Familie

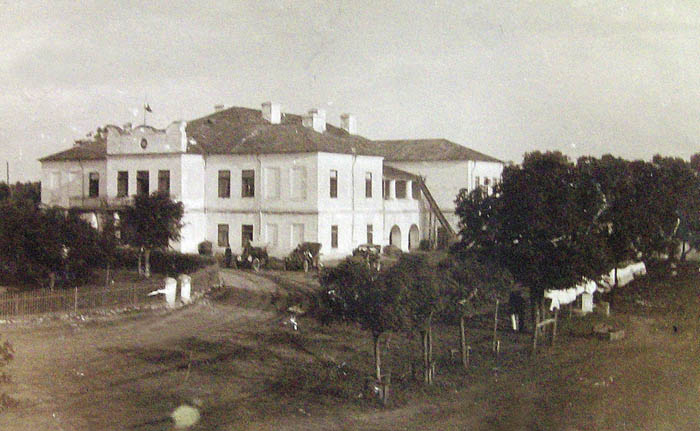
Conacul de la Cepleniţa

S-a căsătorit cu Ana Ventura, cu care a avut împreună opt copii (patru băieți și patru fete):
- Mihalache (1791-1857), căsătorit cu Eufrosina Greceanu și Maria Ghica
- Elena (1796-1868), căsătorită cu Constantin Sturdza (mare logofăt)
- Caterina (1776-1850), căsătorită cu Grigore Ghica-Budești (mare postelnic)
- Constantin (1778-1843), mare vornic, căsătorit cu Pucheria Rosetti
- Maria (1781-?), căsătorită cu Enache Vârnav (mare ban)
- Dimitrie (1778-1843), mare logofăt, căsătorit cu Profira Beldiman
- Grigore (1779-1808), căsătorit cu Elena Brâncoveanu
- Ruxandra (1796-1840), căsătorită cu Gheorghe Ghica-Trifești (Mare Hatman)[1]